# Springboro (Pensilvania)
Springboro es un borough ubicado en el condado de Crawford, Pensilvania, Estados Unidos. Según el censo de 2020, tiene una población de 377 habitantes.

## Geografía
La localidad está ubicada en las coordenadas 41°48′2″N 80°22′17″O / 41.80056, -80.37139 (41.800568, -80.371506).

## Demografía
Según la Oficina del Censo, en 2000 los ingresos medios por hogar en la localidad eran de $36,875 y los ingresos medios por familia eran de $40,694. Los hombres tenían unos ingresos medios de $29,632 frente a los $18,750 para las mujeres. La renta per cápita para la localidad era de $14,258. Alrededor del 9.7% de la población estaba por debajo del umbral de pobreza.
De acuerdo con la estimación 2015-2019 de la Oficina del Censo, los ingresos medios por hogar en la localidad son de $46,000 y los ingresos medios por familia son de $64,375. Alrededor del 21.0% de la población está por debajo del umbral de pobreza.